# Seehotel Grüner Baum
Das Seehotel Grüner Baum (ehem. Kaiserlich-Königliche Wagendorfsche Salzfertigerbehausung) in Hallstatt (Österreich) ist ein Boutique-Hotel im Salzkammergut in Oberösterreich.

## Geschichte
Das Gebäude des Hotels, früher eine „Kaiserlich-Königliche Wagendorfsche Salzfertigerbehausung“, wurde im Jahr 1700 erstmals urkundlich erwähnt. Vom Hotelier Franz Carl Seeauer im Jahr 1888 erworben wurde das Anwesen zum Gasthof „Grüner Baum“ umgebaut, in dem Gäste wie Kaiserin Sisi, Adalbert Stifter oder Agatha Christie logierten. Seitdem wechselte das Hotel mehrfach seinen Besitzer.
Die derzeitige Besitzerin, Monika Wenger, erwarb das Gebäude 2005 und führt es seitdem mit ihrem Sohn Raphael Wenger. Das Hotel wurde in mehreren Etappen renoviert. Im Jahr nach dem letzten Umbau erhielt der Betrieb im Jahr 2014 seine Auszeichnung zum 4-Sterne-Superior Hotel.

## Lage und Ausstattung
Am Hallstätter See gelegen, befindet sich das Hotel in der Kulturlandschaft Hallstatt–Dachstein/Salzkammergut, die 1997 zum UNESCO-Welterbe ernannt wurde.
Das Hotel beherbergt insgesamt vier Suiten der Kategorien Superior- und Junior-Suite mit Terrasse, 25 Doppelzimmer sowie ein Einzelzimmer. Der Gastronomiebereich des Hotels beinhaltet die Restaurants „Zum Salzbaron“ und das „Kaiserstüberl“ sowie eine Bar, eine Seeterrasse und eine Seelounge. Darüber hinaus verfügt das Hotel über einen Spabereich mit Sauna und Dampfbad.

## Kopie des Seehotels in Hallstatt (China)
Im Zuge des Nachbaus des besonders bei asiatischen Touristen beliebten Hallstatt (China) in der südchinesischen Provinz Guangdong, von dem die 800 Einwohner des österreichischen Originals erst erfuhren, als die Bauarbeiten in einem fortgeschrittenen Stadium waren, wurde auch das für Hallstatt besonders prägende Seehotel Grüner Baum nachgebaut. Es war zusammen mit der Evangelischen Kirche eines der ersten Gebäude, die fertiggestellt wurden. Die Besitzerin des Hotels, Monika Wenger, erfuhr als erste Hallstätterin von den Plänen und teilte diese der Öffentlichkeit mit. Dies führte zu einer weltweiten Berichterstattung.